# Bazoches-en-Dunois
 Bazoches-en-Dunois  es una población y comuna francesa, en la región de  Centro, departamento de Eure y Loir, en el distrito de Châteaudun y cantón de Orgères-en-Beauce.

## Demografía
| 397 | 346 | 295 | 254 | 235 | 237 |
| Para los censos de 1962 a 1999 la población legal corresponde a la población sin duplicidades (Fuente: INSEE [Consultar]) |     |     |     |     |     |